# Gariwangsan
Gariwangsan (kor.: 가리왕산, Hanja: 加里王山), auch Kariwangsan oder Berg Gariwang ist ein 1561 m hoher Berg in der nordwestlichen Provinz Gangwon-do von Südkorea. Der Berg ist Teil des Taebaek-Gebirges und mit bis zu 500 Jahre alten Wangsasre-Birken bewaldet.

## Naturschutz
Bereits im 15. Jahrhundert wurde hier für den koreanischen König Ginseng angepflanzt und daher der Waldbestand nicht gefällt. Auf dem Berg wurden 105 Schmetterlingsarten festgestellt und 310 Käferarten. Der Wald ist Rückzugsgebiet für den eurasischen Fischotter, die Bengalkatze, den Buntmarder und das Gleithörnchen. 2008 wurde der Berg mit seinem 500 Jahre alten Urwald von der koreanischen Forstbehörde als Naturschutzgebiet ausgewiesen. Fünf Jahre später hob die Regierung die Bestimmung wieder auf.

## Olympische Spiele
Bekannt wurde der Berg im Rahmen der 2018 stattfindenden olympischen Winterspiele in dem südöstlich gelegenen Pyeongchang. Das hierfür gebaute Skigebiet Jeongseon benötigte auch Abfahrpisten, für deren Länge nur der Gariwangsan in Betracht kam. Am 20. März 2014 genehmigte die südkoreanische Regierung trotz Protesten die hierfür erforderliche Abholzung. Im Zuge der Baumaßnahmen wurden etwa 58.000 Bäume gefällt. Eine neue Gondelbahn führt auf einen 1370 Meter hohen Vorgipfel, sie soll aber nach den Spielen wieder abgebaut werden.

## Mythologie
Ein Baum blieb von den Abholzungsmaßnahmen auf der Strecke verschont. Unter ihm übernachten Koreanerinnen, die auf eine Schwangerschaft hoffen.